# Gibon Müllerův
Gibon Müllerův (Hylobates muelleri) je druh gibona z čeledi gibonovití (Hylobatidae) a rodu gibon (Hylobates). Druh popsal William Charles Linnaeus Martin v roce 1841. Je endemitem ostrova Borneo a většinu dne tráví na stromech, ze kterých málokdy slézá na zem. Dle Mezinárodního svazu ochrany přírody je ohroženým druhem.

## Výskyt
Gibon Müllerův je endemitem ostrova Borneo. Vyskytuje se v jihovýchodní části Kalimantanu přibližně jižně od řeky Mahakam a východně od řeky Barito. Pod gibona Müllerova bývají řazeny i poddruhy abboti a funereus, které však Mezinárodní svaz ochrany přírody klasifikuje spíše jako samostatné druhy. Pokud jsou pod gibona Müllerova řazeny i tyto poddruhy, obývá ostrov celý, s výjimkou jihozápadní části.
K životu dává přednost tropickým stálezeleným pralesům, především v nížinách a nižších horských oblastech. Žije až do výšek 1700 m n. m.

## Popis
Délka těla tohoto primáta se pohybuje mezi 44 až 63,5 cm a váží 4 až 8 kg. Ocas nemá. U tohoto druhu není znám výrazný pohlavní dimorfismus. Srst má šedohnědé zbarvení, může dosahovat různých odstínů. Obočí bývá například krémové až bílé. Speciálně adaptovaný palec, který spíše vyrůstá ze zápěstí spíše než z dlaně ruky, mu umožňuje vykonávat různé rozšířené možnosti pohybu. Na jedno zhoupnutí může ve stromoví gibon Müllerův překonat vzdálenost až 3 m. Tento druh má velké špičáky.

## Chování
Gibon Müllerův je stromový druh, na zem slézá jen málokdy a také se vyhýbá otevřené vodě. V korunách stromů se pohybuje pomocí brachiace, na zemi chodí s rukama nad hlavou, aby udržel rovnováhu. Denně tento druh překoná vzdálenost až 850 m. Je denní a aktivní zhruba 8 až 10 h. Obvykle lze spatřit skupinky 3 nebo 4 opic. Samotáři jsou také běžní – jedná se o jedince, kteří byli vyhoštěni z rodiny a hledají nové území. Teritorium má průměrně rozsah 34,2 ha a samci si jej vymezují táhlým voláním, někdy též fyzickým střetem. Samci obyčejně volají ještě před východem slunce, samice se k nim po východu přidávají. Studie zvuků hybridů gibona Müllerova a gibona lar ukázala, že samice volaly odlišně než původní druhy, ale volání samců se podobalo gibonu lar, avšak s několika zvukovými prvky jedinečnými pro gibona Müllerova. Jídelníček tohoto druhu tvoří především různé plody, jako například fíky, v menší míře listy.

### Rozmnožování
Tento druh je monogamní a páření může probíhat po celý rok, obvykle potomstvo plodí jednou za 2–3 roky. Estrální cyklus trvá asi 28 dní, neobjevují se výrazné otoky genitálií. Samice dává samci najevo náklonnost a ochotu se pářit prohýbáním se dopředu, pokud nemá o kopulaci zájem, samce ignoruje nebo se stáhne. Po zhruba 7 měsících březosti se samici narodí jedno mládě, které je po dvou letech odstaveno od mateřského mléka. Pohlavní dospělosti je u samců i samic dosaženo po 8 až 9 letech. Dle porovnávání věku s jinými gibony rodu Hylobates se tento druh může dožít ve volné přírodě i 25 let, v zajetí to může být ještě podstatně déle.

## Ohrožení
Na světě žije přibližně asi 80 000 až 100 000 gibonů Müllerových. Nebezpečí představuje odlesňování pro vytváření plantáží palmy olejné (Elaeis guineensis) či těžbu dřeva, jakož i lesní požáry, čímž tento druh přichází o své přirozené prostředí. Gibon je také nezákonně loven pro maso a pro obchod se zvířaty. Mezinárodní svaz ochrany přírody (IUCN) ho zařadil jako ohrožený druh.
Gibon Müllerův je zapsán na seznam CITES I. a vyskytuje se v řadě chráněných rezervací, jako je Národní park Kutai nebo Národní park Betung-Kerihun.

### Přirození nepřátelé
Predace na gibonech Müllerových nebyla zaznamenána. Největší nebezpečí patrně představují stromoví hadi a draví ptáci.